# Hipotrochoida

Hipotrochoida (w tym wypadku hipocykloida wydłużona) dla parametrów

Animacja hipotrochoidy skróconej i wydłużonej

Hipotrochoida – krzywa zakreślona przez punkt leżący w stałej odległości od środka koła toczącego się po wewnętrznej stronie nieruchomego okręgu.

## Opis matematyczny
Hipotrochoidę można opisać równaniami parametrycznymi:
{\displaystyle x=(R-r)\cos(t)+h\cos \left({\frac {R-r}{r}}\,t\right),}
{\displaystyle y=(R-r)\sin(t)-h\sin \left({\frac {R-r}{r}}\,t\right),}
gdzie:
{\displaystyle R} – promień nieruchomego okręgu,
{\displaystyle r} – promień toczącego się koła,
{\displaystyle h} – odległość punktu od środka koła o promieniu {\displaystyle r.}
Zależność promienia {\displaystyle r} toczącego się koła od odległości {\displaystyle h} punktu opisującego krzywą od środka tego koła, powoduje powstanie:
- dla {\displaystyle h=r} krzywej nazywanej również hipocykloidą,
- dla {\displaystyle h>r} krzywej nazywanej również hipocykloidą wydłużoną,
- dla {\displaystyle h<r} krzywej nazywanej również hipocykloidą skróconą.

W szczególnym przypadku dla {\displaystyle R=2r} hipotrochoida jest elipsą.
Niektóre źródła uznają hipotrochoidę za synonim hipocykloidy skróconej.